# Partita per a violí sol núm. 2, BWV 1004
La Partita en re menor per a violí sol (BWV 1004) de Johann Sebastian Bach va ser escrita durant el període 1717–1723. Consta de cinc moviments, titulats en italià però freqüentment esmentats en francès:
1. Allemanda (Allemande)
2. Corrente (Courante)
3. Sarabanda (Sarabande)
4. Giga (Gigue)
5. Ciaccona (Chaconne)

Segons la musicòloga belga Helga Thoene, la xacona final va ser escrita com un tombeau en memòria de la primera muller de Bach, Maria Barbara Bach, morta el 1720, encara que aquesta teoria és discutida.

## La Xacona
| Xacona per a violí                                                               |
|                                                                                  |
| Interpretada per Ben Goldstein                                                   |
|                                                                                  |
| Xacona per a piano amb la mà esquerra sola                                       |
|                                                                                  |
| Transcripció de la Xacona per Johannes Brahms, interpretada per Martha Goldstein |
|                                                                                  |

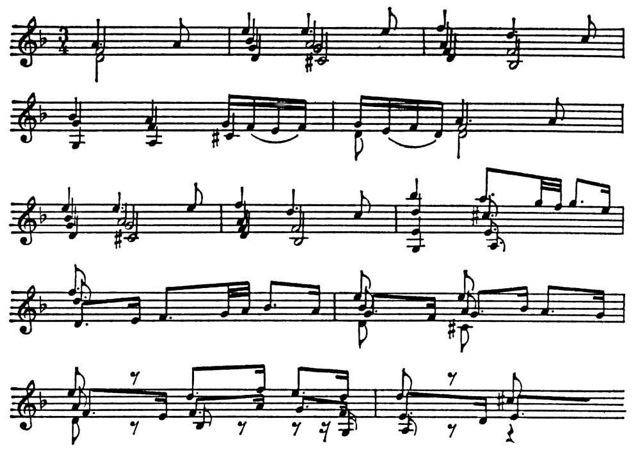
Ciaccona

La Xacona que tanca aquesta partita és especialment notable. D'una banda, sol resultar més llarga que els quatre moviments anteriors junts. A més, cobreix tots els aspectes de la tècnica violinística coneguts en temps de Bach, i és, encara avui en dia, una de les peces per a violí més exigents tant tècnicament com musicalment. Per tot plegat se la considera un dels cims del repertori per a aquest instrument.
El tema es presenta en els primers quatre compassos amb un ritme típic de xacona, sobre una progressió descendent de la tònica a la dominant, coneguda al Renaixement com La Romanesca: Re, Do (de vegades alterat a Do♯), Si♭, La. El tema és la base d'una sèrie de variacions. L'estructura del conjunt (que curiosament comparteix amb les Variacions Goldberg) és: 
Tema – 30 variacions – tema – 30 variacions – tema - variació cadencial.
Les variacions números 32 a 50 són en to major. Arreu de la peça Bach utilitza el contrapunt implícit, és a dir que una mateixa línia melòdica és composta de fragments que es responen mútuament, configurant diverses veus. Les variacions més senzilles consten de dues veus i la més complexa, la número 40, en compta set. Part de la dificultat interpretativa deriva de la necessitat que l'instrumentista expressi aquest diàleg entre les veus.
Se n'han escrit nombroses transcripcions, especialment per a piano (per Ferruccio Busoni) i per a piano amb la mà esquerra sola (per Brahms), així com per a guitarra (Andrés Segovia), piano i violí (Schumann), marimba (Rebecca Kite) i orgue. El 1930 Leopold Stokowski en va fer un cèlebre enregistrament per a orquestra. Recentment, Arthur Weisberg n'ha escrit una transcripció de fagot per destacar les capacitats dels seus nous sistemes de claus per a aquest instrument.
Johannes Brahms, en una carta a Clara Schumann, va escriure sobre la xacona:
| « | La xacona BWV 1004 és, al meu entendre, una de les obres més meravelloses i misterioses de la història de la música. Adaptant-se a un instrument petit, un home compon un món sencer, ple dels pensaments més profunds i els sentiments més poderosos. Si pogués imaginar-me a mi mateix creant, o tan sols concebent la peça, estic convençut que l'excés d'emoció i el trasbals de l'experiència m'haurien fet embogir. | » |

El violinista Joshua Bell ha dit que la Xacona "és no només una de les més grans peces musicals mai escrites, sinó una de les majors consecucions de qualsevol home en la història. És una peça de gran poder espiritual, emocionalment potent, estructuralment perfecta.